# Kostelec (Tachovi járás)
Kostelec település Csehországban, Tachovi járásban. Kostelec Heřmanova Huť, Honezovice, Kladruby, Stříbro, Skapce, Lochousice és Přehýšov településekkel határos. Lakosainak száma 600 fő (2024. január 1.).

## Népesség
A település lakosságának változását az alábbi diagram mutatja:
| Lakosok száma | 1367 | 1431 | 1440 | 518  | 520  | 533  | 566  | 592  | 592  | 600  |
|               | 1869 | 1890 | 1921 | 1950 | 1980 | 2001 | 2017 | 2019 | 2022 | 2024 |